# Friedrich Wetzel (SS-Mitglied)

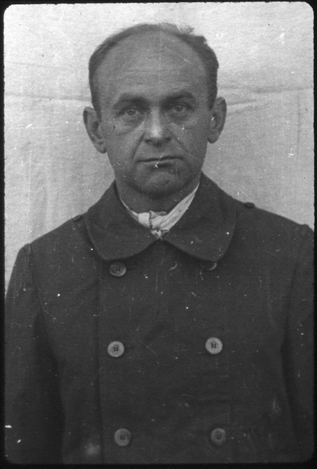
Friedrich Wetzel in amerikanischer Internierung. Aufnahme von 1945.

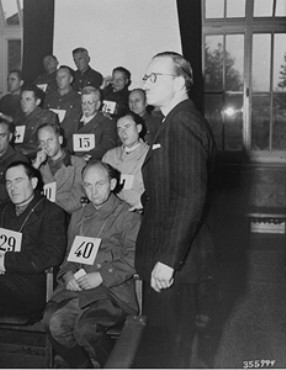
Der ehemalige Dachauhäftling Helmuth Breiding identifiziert Friedrich Wetzel am 22. November 1945 während des Dachau-Hauptprozesses

Friedrich Julius Wetzel (* 14. Juni 1909 in Enzklösterle; † 10. Juli 1986 in Biberach an der Riß) war ein deutscher SS-Hauptsturmführer und als Verwaltungsführer Leiter der Standortverwaltung verschiedener Konzentrationslager.

## Biografie
Wetzel trat zum 12. März 1933 der SS bei (SS-Nummer 67.959), zum 20. April 1942 wurde er zum Hauptsturmführer befördert. Er war vom Mitte Dezember 1942 bis 18. April 1943 Verwaltungsführer im KZ Niederhagen und anschließend in gleicher Funktion bis Ende Juli 1944 in dem KZ Neuengamme. Anfang August 1944 wurde Wetzel, wiederum als Verwaltungsführer, in das KZ Dachau versetzt, wo er bis zum 28. April 1945 tätig war.
Wetzels Aufgabe im Verwaltungsbereich war die Beschaffung und Verteilung von Lebensmitteln, Kleidung und Bedarfsmitteln in den Konzentrationslagern Niederhagen, Neuengamme und Dachau. Er war daher mitverantwortlich für die unzureichende Versorgungslage der Häftlinge in diesen Konzentrationslagern.
Am 15. November 1945 wurde Wetzel im Dachau-Hauptprozess, der im Rahmen der Dachauer Prozesse stattfand, aufgrund der Anklage von Kriegsverbrechen vor ein amerikanisches Militärgericht gestellt. Ihm wurde zur Last gelegt, durch die mangelhafte Beschaffung und Verteilung von Bedarfsgütern die katastrophale Versorgungslage der KZ-Häftlinge mitverursacht zu haben. Wetzel gab zu seiner Verteidigung an, vergeblich versucht zu haben, eine ausreichende Versorgungslage zu gewährleisten. Am 13. Dezember 1945 wurde er mit 35 weiteren Mitangeklagten durch das amerikanische Militärgericht zum Tod durch den Strang verurteilt; das Urteil wurde jedoch später auf eine zehnjährige Haftstrafe reduziert. Wetzel wurde im Kriegsverbrechergefängnis Landsberg inhaftiert und im Januar 1952 aus der Haft entlassen. Über seinen weiteren Lebensweg ist nichts bekannt.